# Nuevos alimentos
Los Nuevos alimentos, o Novel food en inglés, se definen como un tipo de alimento que no tiene un historial significativo de consumo o se elaboran por un proceso que no se ha utilizado previamente o bien a partir de ingredientes y/o materias primas nuevas.

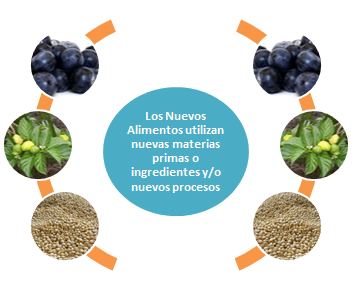
Nuevos alimentos o Novel Food

## Normativa Internacional
- Unión Europea: Reglamento (CE) número 258/97 del Parlamento Europeo y del Consejo, de 27 de enero de 1997, sobre alimentos e ingredientes alimentarios nuevos (Diario Oficial de la Unión Europea número L 43 del 14 de febrero de 1997); y Actos modificados: 1829/2003 y 1882/2003.
- Australia New Zeland Food Standards Code: Standard 1.5.1 – Novel Foods (1999)
- Canadá: División 28 of the Food and Drug Regulations – Novel Foods (2003)
- Brasil: Resolución n°16, de 30 de abril de 1999. A prova o Regulamento Técnico de Procedimentos para registro de Alimentos e ou Novos Ingredientes, constante do anexo desta Portaria.

## Unión Europea
Los Nuevos alimentos o nuevos ingredientes alimentarios, son alimentos que no tienen antecedentes de consumo "significativo" en la Unión Europea antes del 15 de mayo de 1997 y/o que entran en una de las siguientes categorías:
- Alimentos o ingredientes alimentarios que tienen una estructura molecular primaria nueva o modificada intencionadamente;
- Alimentos o ingredientes alimentarios compuestos de microorganismos, setas o algas u obtenidos a partir de éstos;
- Alimentos o ingredientes alimentarios compuestos de plantas, aislados a partir de plantas o aislados a partir de ellos, y los ingredientes obtenidos a partir de animales, excepto los alimentos e ingredientes alimentarios obtenidos mediante prácticas tradicionales de multiplicación o de selección y cuyo historial de uso alimentario sea seguro;
- Alimentos o ingredientes alimentarios cuyo valor alimentario, metabolismo o el contenido esencialmente indeseables se modificó de manera significativa por la aplicación de un método de producción raro

Cualquier alimento o ingrediente alimentario que este dentro de esta definición debe ser autorizado conforme a la legislación sobre nuevos alimentos, el Reglamento (CE) n º 258/97 del Parlamento Europeo y del Consejo Europeo.
Una empresa que desee presentar una solicitud bajo esta legislación debe consultar el documento de orientación elaborado por la Comisión Europea, que destaca la información científica y el informe de evaluación de la seguridad requerida en cada caso.
El reglamento sobre nuevos alimentos estipula que los alimentos e ingredientes alimentarios incluidos en el ámbito de aplicación de esta norma no debe:
- Representar un peligro para el consumidor,
- Engañar al consumidor,
- Diferir de los alimentos o ingredientes alimentarios a cuya sustitución se destinen de tal manera que su consumo normal implique desventajas nutricionales para el consumidor.

Hay dos rutas posibles para la autorización en virtud de la legislación sobre nuevos alimentos: una aplicación completa y una aplicación simplificada. La ruta aplicación simplificada sólo es aplicable cuando el miembro de la autoridad nacional competente de la UE, por ejemplo, Food Standards Agency (FSA) del Reino Unido, cree que el nuevo alimento en cuestión es sustancialmente equivalente a un alimento o ingrediente alimentario existente.
La Agencia de Normas Alimentarias del Reino Unido (FSA) ha proporcionado orientación para las empresas que deseen presentar una solicitud simplificada de nuevos alimentos.
En un principio, la legislación sobre nuevos alimentos fue concebida por la Comisión Europea en respuesta a la llegada de los alimentos derivados de cultivos transgénicos. Estos tipos de  alimentos derivados de transgénicos están regulados por legislación específica, el Reglamento (CE) n º 1829/2003 del Parlamento Europeo y del Consejo.
En su formato actual, frutas y verduras exóticas, que tienen una larga historia de uso seguro fuera de la Unión Europea, están comprendidos en la definición de un nuevo alimento. Como consecuencia de ello, cada uno de estos alimentos deben someterse a una evaluación de seguridad antes de ser comercializado. Esto ha sido durante mucho tiempo un tema de discusión para los fabricantes de alimentos y los productores de fuera de la UE que ven esto como una barrera económico/comercial.

### Revisión del reglamento sobre nuevos alimentos de la UE
En 2008, el Parlamento Europeo, la Comisión Europea y el Consejo de la Unión Europea iniciaron conversaciones para revisar el reglamento, ya que se aceptaba que elementos esenciales necesitaban ser discutidos y resueltos.
Sin embargo, la revisión se detuvo el 28 de marzo de 2011, cuando las tres instituciones no lograron llegar a un acuerdo en una reunión final de conciliación sobre el tema de la clonación. El desacuerdo se centró en que el Parlamento Europeo estaba a favor de una prohibición total en el mercado de la UE de alimentos procedentes de clones y su descendencia o descendientes, mientras que algunos miembros del Consejo de la Unión Europea no estaban a favor, ya que consideraban estos hijos o descendientes serían criados con métodos normales (o tradicionales), por lo que no corresponderían a la definición de un nuevo alimento.
Según el Parlamento Europeo, se había tratado de comprometer, retrocediendo en la demanda de una prohibición total de alimentos de animales clonados y sus descendientes, el etiquetado obligatorio de todos los alimentos de clones y su descendencia como mínimo. El Consejo de la Unión Europea decidió que la solución presentada por el Parlamento Europeo no podría aplicarse en la práctica, ya que no estaría en el cumplimiento de las normas del comercio internacional que la Unión Europea ha firmado.
La técnica de clonación no está prohibida en la UE, y desde marzo de 2011 no ha estado claro cómo las instituciones van a avanzar en la revisión de la regulación de este tema. Por lo tanto, el Reglamento sobre Nuevos alimentos (Novel foods) aprobado en 1997, sigue vigente.

## El reglamento de la Unión Europea no incluye en los nuevos alimentos
El Reglamento no incluye los alimentos e ingredientes para los que existe una aprobación:
• Los aditivos alimentarios en la Directiva 89/107/CEE - aproximación de las legislaciones de los países de la UE sobre aditivos alimentarios;
• Los aromatizantes utilizados en los alimentos dentro de la Directiva 88/388/CEE - aproximar las legislaciones de los países de la UE relativas a los aromas;
• Disolventes de extracción utilizados en la producción de alimentos dentro de la Directiva 88/344/CEE - aproximar las legislaciones de los países de la UE;
• OMG para alimentos y piensos - Reglamento CE 1829/2003;
• Si se usaron los alimentos y/o ingredientes alimentarios exclusivamente en los complementos alimenticios, nuevos usos en otros alimentos requieren autorización bajo el Reglamento sobre nuevos alimentos, por ejemplo enriquecimiento de los alimentos requiere autorización.

## ¿Cómo se hacen los Nuevos Alimentos?
Se están desarrollando dos grandes grupos de alimentos que se pueden clasificar en: Alimentos exóticos y alimentos en lo que se modifica el procedimiento de fabricación. En el caso de los alimentos exóticos, los métodos de obtención no varían con respecto a los que se emplean para producir formas tradicionales. En otros nuevos alimentos se realizado modificaciones respecto al alimento tradicional como reemplazar un componente no deseable o aumentar o añadir un componente con componentes fisiológicos beneficiosos. En estos casos encontramos los alimentos con grasas animales sustituidas por grasas insaturadas, los alimentos con adición de fibra o bacterias probióticas y/o enriquecidos en vitaminas u oligoalimentos. Existe una gran variedad de nuevos alimentos en los que se introducen cambios en el procesado tan dispares como un nuevo procedimiento de higienización o de esterilización (pulsos eléctricos, campos magnéticos, nuevos protocolo de extrusión o adición en la formulación del producto de nuevos compuestos con efecto nutricional o incluso terapéutico.
.

## ¿Cómo identificar un Nuevo Alimento?

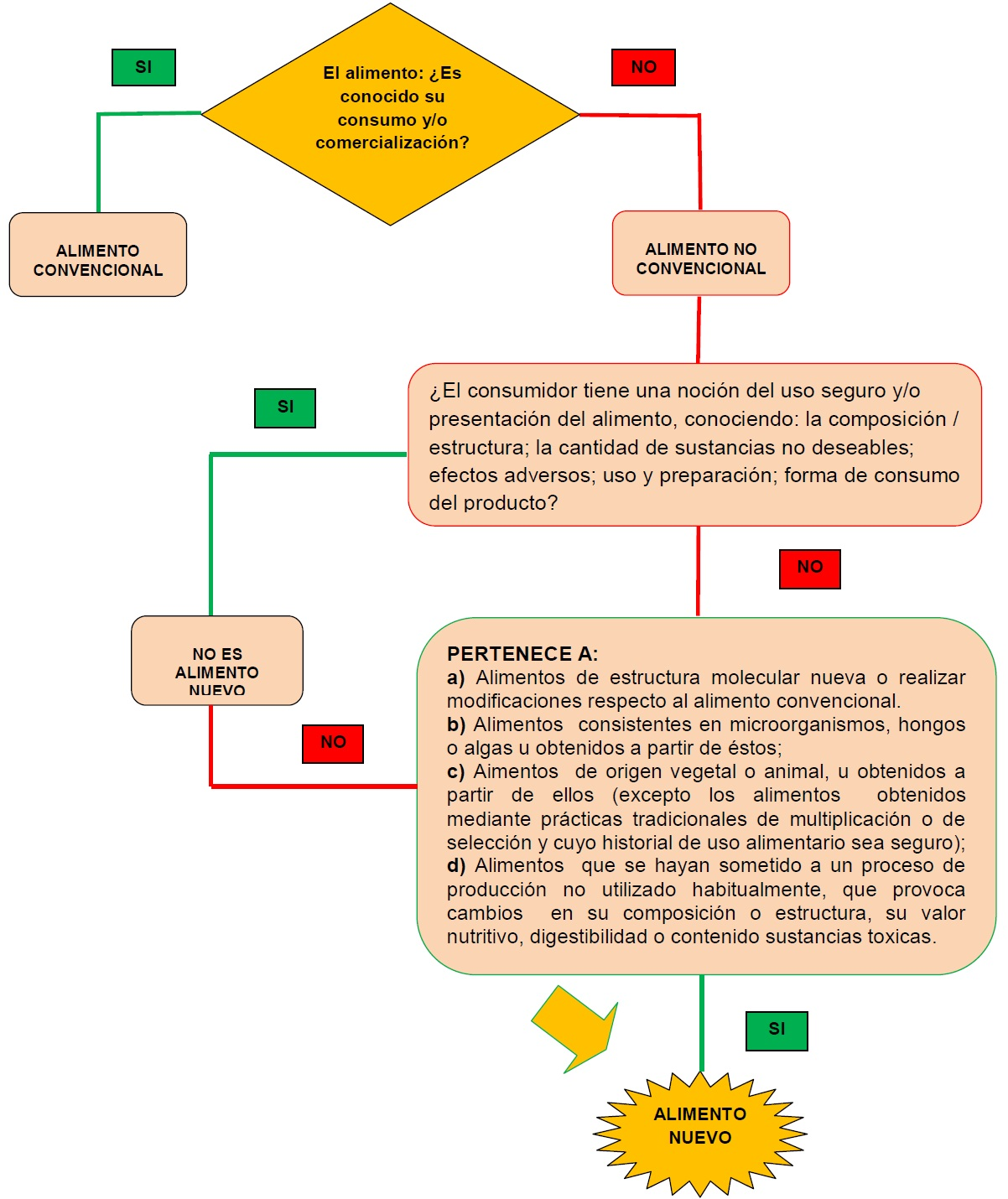
Árbol decisión

La identificación de un nuevo alimento puede resultar complicado al momento de definirlo por ello mediante el siguiente árbol de decisiones se puede llegar a saber si el alimento en cuestión es un alimento nuevo.

## Etiquetado de los Nuevos Alimentos
El etiquetado de los nuevos alimentos se rige por la Norma General de Etiquetado para productos alimenticios (Real Decreto 1334/1999 y modificaciones). En el Real Decreto se incorporan las directivas europeas 79/112/CE y las modificaciones que han sido compiladas por la directiva 2000/13/CE corregida por las directivas 2001/101/CE y 2003/89/CE, relacionadas con el etiquetado de alimentos. Para los alimentos nuevos se aplica la normativa relacionada al etiquetado de las propiedades nutritivas de productos alimenticios.

## Ejemplos de Nuevos Alimentos
El lanzamiento de alimentos o ingredientes alimentarios autorizados en virtud de la legislación sobre nuevos alimentos tales como:

### DANACOL de Danone

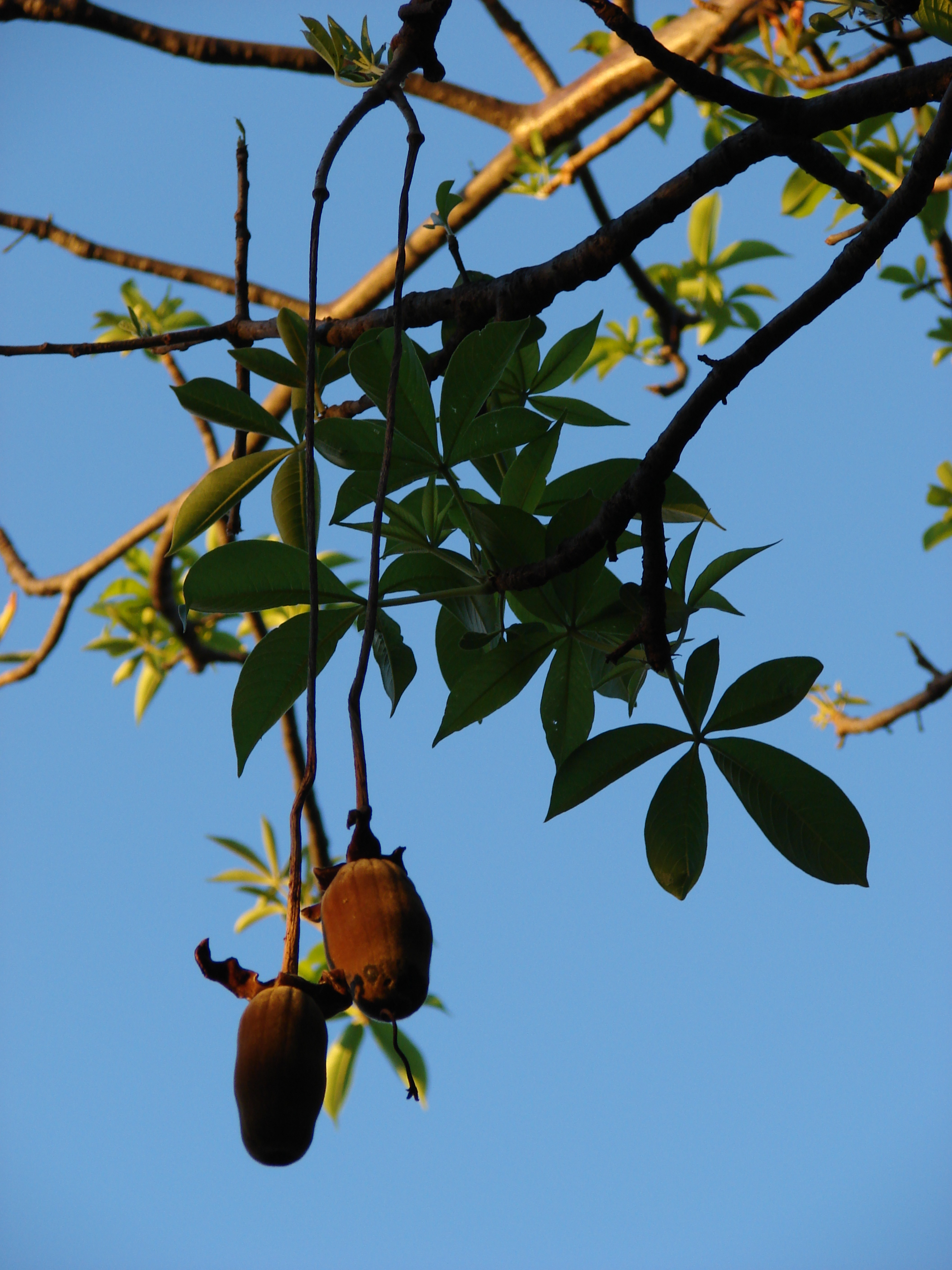
Adansonia digitata

Leche fermentada desnatada con edulcorantes, esteroles vegetales añadidos y aromas, este producto reduce en forma activa el colesterol. Los esteroles vegetales son considerados por la Comisión Europea como Alimento nuevo.

### BENECOL® de Kaiku

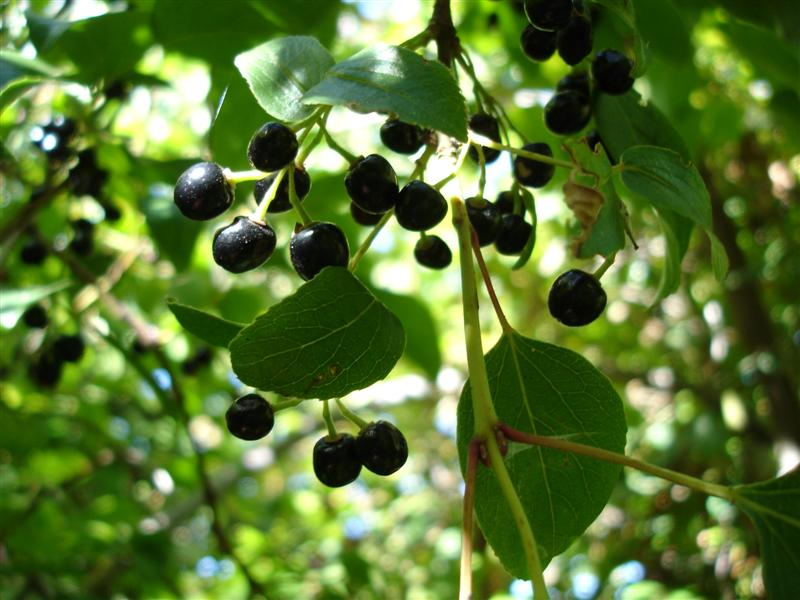
Maqui chileno

Productos lácteos con estanoles añadidos que reducen el colesterol de forma eficaz.

### Las hojas de Noni (Morinda citrifolia)

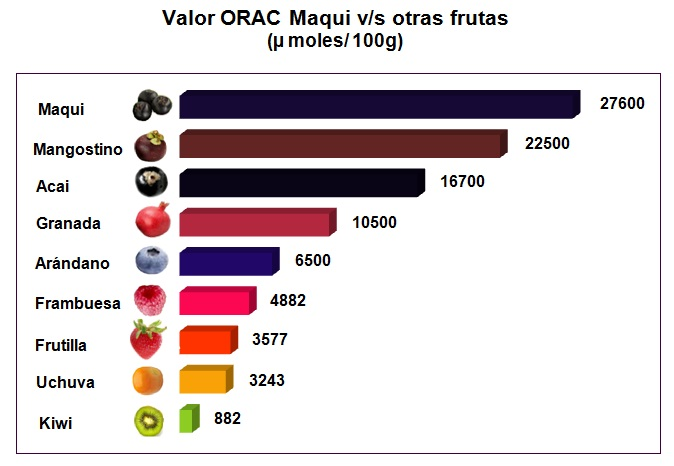
Maqui una Super fruta

Nuevo Alimento que ha sido permitido para su uso en infusión.

### Baobab(Adansonia digitata)
Fruta exótica se cosecha silvestre en el sur de África y tiene una larga historia de uso como alimento entre las tribus indígenas de este continente. Sin embargo, la pulpa seca del fruto del Baobab requiere autorización con arreglo a la legislación sobre nuevos alimentos antes de que los productos alimenticios que contengan este ingrediente puedan ser comercializados en la UE. La aplicación de la pulpa seca de baobab como Nuevo alimento, fue hecha por primera vez por John Wilkinson de Herbal Sciences International, una empresa de consultoría de regulación botánica, junto con su cliente Phytotrade África, fue también la primera comunicación exitosa para demostrar la seguridad sin la necesidad de experimentar con animales. En su lugar, esta aplicación utiliza la historia de uso junto con un análisis detallado de los componentes nutricionales y fitoquímicos del Baobab para demostrar la seguridad. Esto ha reducido los costes para la aprobación, de un promedio de 10 millones € a menos de 100.000 €, y por lo tanto abrió el acceso a la UE para a las frutas no occidentales, verduras y productos nutracéuticos y al mismo tiempo ahorrar ensayos innecesarios con animales.

### Maqui (Aristotelia chilensis)
El Maqui, es una especie botánica de planta fanerógama de la familia de las elaeocarpáceas, propia de Chile y zonas adyacentes del sur de Argentina. Un fruto de tamaño pequeño, de intenso color morado, dulce y que crece en forma silvestre en el sur de Chile.
Durante muchos años ha sido utilizada por los mapuches como remedio natural, pero solo hace unos pocos alcanzó la categoría de "súper fruta" por la gran cantidad de propiedades beneficiosas para la salud que tiene. Los habitantes de esa zona están acostumbrados a comerlo directamente desde el árbol, pero para el resto de los chilenos es una fruta prácticamente desconocida.
El maqui es un poderoso antioxidante, ya que tiene altos niveles de antocianinas, los pigmentos que le otorgan su color. Estas además tienen grandes propiedades antiinflamatorias, por lo que ejercen efectos terapéuticos. También se le han detectado efectos en el metabolismo de la azúcar y algunos experimentos han sugerido que además mejora la actividad a nivel de las células adiposas. En medicina popular se usa la infusión de las hojas secas (o directamente el polvo) para curar heridas, y esta misma preparación a partir de las hojas frescas para bajar la fiebre, tratar diarreas, disenterías (en estas dos últimas afecciones funcionan bien incluso los frutos) y el empacho, calmar dolores de garganta e inflamación de las amígdalas, y curar úlceras de la boca; también se puede utilizar el jugo fresco de las hojas ya sea al interior o en forma tópica.
Es un poderoso anticancerígeno, tiene una concentración muy alta de vitamina C, es diurético y también es rica en hierro. Además, sus propiedades beneficiosas pueden usarse para tratamientos de belleza (Avello y col.,2009).
Los beneficios sobre la salud atribuidos al maqui se deben al alto contenido de polifenoles, así como a la variedad de antocianos y flavonoles que presentan sus hojas y frutos, ambos. En frutos se han identificado ácidos fenólicos como ácido cafeico, ácido siríngico y ácido vanillínico y un número importante de flavonoles derivados de la quercetina, el canferol y la cumarina escopoletina (Fredes y col., 2012).